# Matwiej Szkiriatow
Matwiej Fiodorowicz Szkiriatow (ros. Матвей Фёдорович Шкирятов, ur. 3 sierpnia?/15 sierpnia 1883 we wsi Wiszniakowo, gubernia tulska, zm. 18 stycznia 1954 w Moskwie) – sowiecki działacz partyjny.
Robotnik, pochodzenie chłopskie. Do SDPRR wstąpił w 1906 roku. Robotę partyjną prowadził w Moskwie, Rostowie n. Donem, Tule. Kilkakrotnie aresztowany. W 1915 zmobilizowany. Na froncie prowadził agitację wśród żołnierzy. Po rewolucji lutowej członek Komitetu Moskiewskiego Rad Delegatów Robotniczych i Żołnierskich oraz Biura Wojskowego przy Moskiewskim Komitecie SDPRR. W latach 1918–1920 sekretarz KC Związków Zawodowych Tkaczy. Od 1921 w aparacie KC Rosyjskiej Partii Komunistycznej (RKP(b)), przewodniczący Komisji ds. Czystości Szeregów Partii. Od 1923 przewodniczący Komisji Kontroli Partii. W latach 1927–1934 członek Kolegium Inspekcji Robotniczo-Chłopskiej. Od 10 lutego 1934 do 10 marca 1939 członek Komisji Kontroli Partyjnej przy KC WKP(b). Od 21 marca 1939 do 5 października 1952 zastępca przewodniczącego Komisji Kontroli KC WKP(b) i członek Komitetu Centralnego WKP(b) Deputowany 7 kongresu Międzynarodówki Komunistycznej. Członek Ogólnorosyjskiego Komitetu Wykonawczego. Deputowany do Rady Najwyższej ZSRR od 1 do 3 kadencji. Pochowany na Placu Czerwonym w Moskwie w ścianie Kremla.
Odznaczenia: Order Lenina trzykrotnie i medale.